# Bjerknes (cràter)
Bjerknes és un cràter d'impacte lunar que es troba a l'hemisferi sud de la cara oculta de la Lluna. Està situat darrere de l'extremitat sud-oest de la zona visible de la Lluna, en un lloc més enllà del que pot ser albirat lateralment durant una libració favorable; per tant, el cràter no és visible des de la Terra, i només s'ha vist des de l'òrbita. Els cràters més propers són Clark a l'est, i Pogson al sud-sud-oest.
La vora del cràter és en general circular, però amb lleus irregularitats al llarg del quadrant nord-est. El llom és relativament afilat i presenta una petita aparença de desgast. La part interior és rugosa i irregular, començant pel material caigut a la base de les parets interiors.
El seu nom és en honor de Vilhelm Bjerknes.un pioner en el camp de la previsió meteorològica.

## Cràters satèl·lit

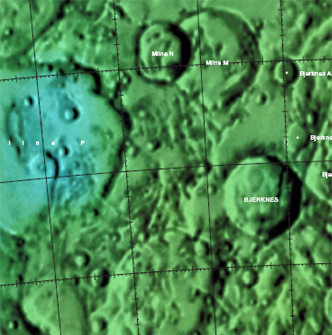
Plànol lunar LAC 117

Per convenció, aquestes característiques s'identifiquen en els mapes lunars posant lletres al costat del punt mitjà del cràter que es troba més pròxim al cràter Abel:
| Abel | Latitud | Longitud | Diàmetre |
| ---- | ------- | -------- | -------- |
| A    | 36.0° S | 113.7° E | 18 km    |
| B    | 37.2° S | 113.8° E | 20 km    |
| E    | 38.0° S | 115.0° E | 54 km    |